# John Gould (ornitholoog)
John Gould (Lyme Regis, 14 september 1804 — Bloomsbury (Londen), 3 februari 1881) was een Brits natuuronderzoeker en schilder van dieren. Hij legde zich toe op het bestuderen en schetsen van vogels. Hij was het die als vogeldeskundige in 1837 ontdekte dat de vinken die door Charles Darwin tijdens zijn reis van de Beagle op de Galapagoseilanden waren verzameld, een aparte groep vormden. John Gould zelf ondernam van 1838 tot 1840 een reis door Australië en schreef diverse werken over de dierenwereld van dit continent.

## Biografie
Gould werd geboren in Lyme Regis, Dorset, als zoon van een hovenier. Toen hij 14 jaar was ging hij als hovenier aan het werk in de Royal Gardens van Windsor. Hij raakte geïnteresseerd in de natuur, hij jaagde op vogels langs de Theems. In die tijd leerde hij hoe je zoogdieren en vogel kon opzetten en werd een begaafd preparateur. In 1824 vestigde hij zich als handelaar in Londen. In 1827 kreeg hij een baan als conservator aan het museum van de Zoological Society of London. Op basis van de collecties daar van exotische vogels schreef hij zijn eerste werken.
In 1829 trouwde hij met de kunstenares en tekenlerares Elizabeth Coxen die veel van de tekeningen van haar echtgenoot omzette in litho's. Na 1830 verschenen de eerste delen van zijn publicaties, eerst over vogels uit het Himalayagebied en The Birds of Europe.
Dit werk was zo succesvol dat Gould het zich kon veroorloven voor twee jaar (1838–40) naar Australië af te reizen met zijn vrouw en kinderen en de collega-verzamelaar John Gilbert. Hij reisde toen (gedeeltelijk) mee tijdens de derde expeditie van de HMS Beagle. In  Hobart ging hij aan land en werd met zijn gezin ondergebracht bij de gouverneur van het eiland, John Franklin. Gould zelf maakte samen met Gilbert diverse reizen door Zuidoost-Australië. Daarbij bezocht bij ook zijn zwager in New South Wales. In mei 1839 kwam hij even naar Tasmanië ("Van Diemen's Land"), na de geboorte van een kind; daarna maakte hij een reis door Zuid-Australië, en reisde vervolgens weer terug naar Tasmanië waarna hij met zijn vrouw via een bezoek aan haar broer in New South Wales verder reisde, terug naar Engeland.
Kort na deze reis, in 1841 stierf zijn vrouw Elizabeth in het kraambed en liet hem achter met zes jonge kinderen. Hij werkte daarna samen met andere illustratoren waaronder de van oorsprong Nederlandse tekenaar en schilder Joseph Smit.
In 1857 bracht hij samen met zijn zoon Charles een bezoek aan Noord-Amerika. Hij werkte toen aan kolibries maar had zelf nog nooit een levende kolibrie gezien. Die zag hij pas weken na aankomst, in Bartram's Garden in Philadelphia.
Hij overleed in 1888 in Londen. Zijn zoon Charles Gould werd een bekend geograaf die in de jaren 1860 Tasmanië in kaart bracht.

## Zijn werk

### De vinken van Darwin
Op 4 januari 1837 liet Charles Darwin aan Gould zijn collecties zoogdieren en vogels zien die hij tijdens de reis met de Beagle had verzameld, om ze te determineren. Gould ging onmiddellijk aan het werk en een week later meldde hij aan Darwin dat de vogels die hij op de Galapagoseilanden had verzameld en blackbirds (merels), gross-bills (dikbekken) en finches (vinken) had genoemd, feitelijk een totaal nieuwe groep van 12 verwante vogelsoorten vormde die behoorden tot een aparte groep, de ground finches (Darwinvinken). Deze gebeurtenis haalde als nieuwsfeit de kranten.

### Dieren in Australië
De reis naar Australië resulteerde in zijn beroemdste werk, The Birds of Australia (vijf delen). Dit zeer zorgvuldig uitgegeven geïllustreerde prachtwerk kostte destijds 115 pond voor een complete set, en er werden er 250 gedrukt en verkocht ondanks deze voor die tijd kolossale prijs. In 1989 werd een set voor 495.000 dollar geveild. Uit eerbetoon voor zijn studies kreeg hij de titel Fellow of the Royal Society (1843). Ook zijn vele diersoorten naar hem vernoemd, zoals de Goulds varaan (Varanus gouldii), die beschreven werd door John Edward Gray, en de Goulds amadine (Chloebia gouldiae). Tussen 1832 en 1877 beschreef John Gould 100 vogelgenera en 427 soorten.